# Virtua Fighter 2
Virtua Fighter 2 es un juego de lucha desarrollado por Sega. Es la secuela de Virtua Fighter y el segundo juego de la serie Virtua Fighter. El juego fue creado por AM2 durante el mandato de Yu Suzuki y lanzado al mercado Arcade en 1994. Fue convertido a Sega Saturn en 1995 y a Microsoft Windows en 1997. En 1996 se lanzó en Arcades una versión con personajes deformados llamada Virtua Fighter Kids, convertido a Sega Saturn ese mismo año. También fue versionado para la consola Mega Drive en 1996, pero por razones de hardware no pudieron representarse los mismos gráficos poligonales de la máquina arcade, por lo que el juego usaba gráficos en 2D. 
Además Virtua Fighter 2 fue convertido a PlayStation 2 el 2004 como parte de la serie de juegos clásicos de Sega llamada: Sega Ages 2500. La versión de Mega Drive fue relanzada en el 2006 para PS2 y PSP, como parte del Sega Mega Drive Collection, más tarde fue relanzada también para la Consola Virtual de Wii en 2007, el sistema de Apple, iOS en 2011 y como parte del servicio Nintendo Switch Online en 2022.
Virtua Fighter 2 fue conocido en su momento por sus impresionantes gráficos. Usaba la placa Model 2, que movía los juegos a 60 imágenes por segundo en alta resolución, sin ralentizaciones. La versión para saturn también fue impresionante para su tiempo, especialmente por lo difícil que era programar en 3D en esa consola. Fue un éxito de ventas en Japón, Reino unido, y otros mercados.

## Personajes

### Personaje antiguos
- Akira Yuki
- Pai Chan
- Lau Chan
- Wolf Hawkfield
- Jeffry McWild
- Kage-Maru
- Sarah Bryant
- Jacky Bryant
- Dural

### Personajes nuevos
- Shun Di
- Lion Rafale

## Actualizaciones

### Virtua Fighter 2.1
Versión lanzada sólo en Japón. Esta versión presentaba una jugabilidad diferente, algunas mejoras gráficas y la habilidad de poder jugar con el nuevo Dural rediseñado. Esta versión también fue lanzada en la serie Sega Ages 2500. Es posible cambiar al modo de juego 2.1 en los lanzamientos de Saturn y PC, sin embargo las otras características no estaban actualizadas.